# John Farnham
John Peter Farnham (Dagenham, Reino Unido, 1 de julio de 1949), conocido mundialmente como John Farnham y anteriormente conocido como Johnny Farnham, es un cantante británico nacionalizado australiano. Entre los años 1964 y 1979 fue un reconocido ídolo Pop adolescente y desde entonces ha tenido una exitosa carrera como cantante de Adult Contemporary (en español, música contemporánea para adultos).
John Farnham es poseedor de una de las más increíbles y mejores voces del panorama musical, como así lo reconocen infinidad de artistas no ya solo del pop y el rock sino también del hard rock y el heavy metal. Los registros que alcanza en temas como "When the war is over", "Back to the backwoods", "You're The Voice" o durante la interpretación y posterior grabación de "Jesucristo Superstar" son solo alguna muestra de su capacidad vocal, sin dejar de lado toda la fuerza que transmite en el LP de la "Little River Band" del año 1984 "Playing To Win" o de 1982 "The Net"
Su carrera ha sido principalmente como solista, tan solo entre 1982 y 1985, formó parte de un grupo, reemplazando a Glenn Shorrock como vocalista de la banda de rock: "Little River Band".
John Farnham se ha mantenido como uno de los artistas más famosos y reconocidos de Australia con una carrera que arranca hace más de cincuenta años, siendo el único artista australiano que ha obtenido grabaciones número uno en seis décadas consecutivas.
El historiador de rock australiano Ian McFarlen describió a John Farnham como «el más exitoso solista en la historia del pop y rock australiano [...] John Farnham ha permanecido con su gran sentido del humor y el encanto simple y sin pretensiones de un hombre cualquiera, lo que lo hace también una de las celebridades más respetadas en la historia del entretenimiento en Australia».

## Historia

### Primeros años
Es natural de la localidad Cockney Birth, Reino Unido. Nació el 1 de julio de 1949 en el Mile End Hospital of London
Sus primeros diez años los pasó en Dageham, Essex para luego mudarse con su familia a Australia y es en la escuela donde adquiere sus primeras experiencias musicales, interpretando Wooden Heart de Elvis Presley.
Por aquel entonces se decide a formar su primera banda, The mavericks, donde actúan regularmente para festivales organizados por el colegio y en una de sus actuaciones una banda local llamada Strings Unlimited, que actuaba en el mismo local, le ven actuar y le piden que se una a ellos. A la semana siguiente, canta con ellos el famoso tema folk de los Estados Unidos The House of the Rising Sun, siendo un éxito la actuación.
Con Strings Unlimited, llegó a grabar 3 demos, entre esos la canción I Feel Fine de The Beatles en 1966.

### 1967 - 1979: ídolo adolescente
en 1967, graba un tema para las líneas aéreas,"Susan Jones" y ese mismo año, graba "Sadie", convirtiéndose en su primer n.º 1 en las listas Australianas. parece ser cobró solo 40 dólares, por lo que hoy es un mega raro EP.
También a finales de 1967, grabó su primer éxito "Sadie (the cleaning lady)", fue n.º 1 durante 6 semanas y se mantuvo en el top australiana durante 23 semanas, siendo el sencillo más vendido en Australia con más de 180.000 unidades. Esto produjo que se grabara rápidamente un álbum, incluyendo este tema, viendo la luz a principios de 1968, en ese mismo año, grabó otro álbum, llamado : "Everybody oughta sing a song", en 1969 tuvo su primera hora de TV en Australia, concretamente el 15 de abril de 1969.
En 1970 y debido a su éxito y popularidad, grabó "Looking through a tear" e inmediatamente a finales grabó otro álbum " "Christmas is Johnny Farnham" se lanzaron varios singles, pero sin demasiado éxito.
1971 se editó un "Grandes éxitos", recopilatorio de los álbumes anteriores. Interpreta el musical "Charlie girl" y recibe varios premios.
En 1972, se unió para grabar un álbum junto a Allison Durbin, cantante australiana de éxito por aquellas fechas, y sacó otro álbum en solitario llamado "Jonny", se lanzaron algunos singles, pero tampoco fueron éxitos comerciales.
y lanza dos álbumes más ese mismo año, "Hit's magic rock n'roll" y "Johnny Farnham sing's the big hits of '73", este último en vivo.
En 1974 John interpretó el musical "pipin" donde obtuvo éxito y reconocimiento por la crítica especializada, junto a collin Hewett, y aprovecha y lanza otro LP : "Johnny Farnham sings the hits from the movies", un disco con un aire muy Jazz, interpreta temas como: "el padrino" "Mss robinson" "hair" "charlie girl" y otros más.
En 1975, John Farnham graba su último álbum para Emi, llamado " JP farnham sings", pasando sin pena ni gloria por el mercado.
Desde 1976 a 1979, John Farnham decide cambiar su nombre de Johnny Farnham por el de John Farnham, tan solo graba dos singles, para el sello Festival, que no lograron éxito alguno, alterna actuaciones musicales por los clubs del país, con participaciones en TV, incluso pone la voz a modo de narración para un documental de TV llamado "Survival" producido por la ABC de Australia.
Duranten unas vacaciones en EE. UU., visitan Las Vegas John Farnham y su esposa, allí ven en directo la actuación de la Litte River Band, grupo australiano, y quedan impresionados del éxito de esta banda en aquel país, en el backstage, John contacta con Graham Goble, líder del grupo; a finales de ese año, tiene a su primer hijo concretamente el 27 de septiembre.

### 1980 - 1985: era de Little River Band
En 1980, John empieza a ver la luz otra vez, y se dispone a grabar un nuevo álbum, "Uncovered", esta vez respaldado con parte del grupo "Little River Band", las canciones compuestas en su mayor parte por Graham Goble, y un tema con Goble y Farnham, concretamente el dedicado a su mujer, la canción se llama "Jilli's song", otro tema, un cover de " The Beatles" es arreglado por john Farnham, y consigue hacer una excelente balada de él, ese mismo año, más tarde lo copió y grabó Tina turner.
Con este disco, el primero que firmaba con el nombre de John farnham, logró alcanzar otra vez el éxito, vendiendo más de 55.000 unidades, un disco que grabó en solo 3 semanas. La popularidad de John volvió a subir rápidamente, y lograba entrar en listas después de años.
En 1981, grabó dos singles, con temas nuevos, excepto en un uno de ellos, que la cara b era un tema de "Uncovered", no fueron relevantes. ese mismo año se relanzan los grandes éxitos de Johnny Farnham, por el sello axis, eran los mismos discos que se lanzaron durante los 70, pero con diferente portada.
También durante este año, Graham goble le propone ingresar en la little river band, tras la marcha del cantante Glenn shorrock, John se incorpora inmediatamente al grupo y graba dos temas que serán incluidos en el greatest hits de la litle river band, alcanzado el éxito y entrando en listas con el tema "Down on the border"
En 1982 y ya como cantante de Little river band, sacan al mercado el greatest hits del grupo, con dos temas nuevos y grabados por John farnham
En 1983 Graba con el mismo grupo el álbum "the net"
En 1984 Graba también con Little river band, el álbum "Playing to win", cambiando el estilo del grupo, pasando de un rock suave y vocal a un rock más duro y con mucho teclado, el sencillo "Playing to win" entró en las listas, un tema escrito por el grupo y Johnn Farnham.
A partir del año 1984 y 1985 se dedica a grabar diferentes temas de AOR (adult oriented rock) para diferentes bandas sonoras, destacando la banda sonora de "Savage Streets" protagonizada por "Linda Blair" (el exorcista) aportando 4 temas de buen rock, que hoy en día son temas de culto, por la dificultad de encontrarlos en CD y por su alta valoración entre los aficionados al género, temas como "Justice for one", "Nothigs Gonna stand in our way" o "Innocent hearts" son una clara muestra de su capacidad en el estilo heavy rock,  también grabó 3 temas para la banda sonora "Rad" donde el tema "thunder in your heart" ha sido grabado recientemente por el cantante de AOR Stan Bush y por el grupo de AOR "Houston", el tema "Break The Ice" fue incluido en el "anthology 3" (Rarities) siendo la preciosa balada "With You" tema de culto para los aficionados ya que nunca fue grabada oficialmente para CD, aunque si se llegó a editarse en el CD que da título a la banda sonora, con un sonido muy deficiente. aparte de estas dos bandas sonoras, grabó más temas para diferentes películas, como la balada "Running for love" muy bonita, de la banda sonora de "Fletch" e incluida en su CD "rarities" o la balada interpretada a dúo con Sarah M. Taylor "Love (It's Just the Way It Goes)" para la película "Sluggers Wife", también grabó la impresionante canción "My World Is Empty Without You Babe" a dúo con la cantante Rainey Haynes, donde la voz de John Farnham, llega a registros insospechados y casi imposibles de alcanzar por cualquier otro cantante o solista.

### Años como solista
En 1986 John, lanza su último disco con la Little River Band "No reins", con este disco, finalizó su periplo en la banda, siendo sustituido otra vez por el cantante de siempre Glenn Shorrock. Y es en este año, el 20 de octubre, cuando graba su primer álbum en solitario después de 6 años, y es ahí con el LP "whispering jack" que alcanza su más logrado y aclamado éxito, todo un fenómeno en Australia por aquel entonces, alcanzando el n.º 1 con el tema You're the voice en casi todo el mundo, este disco a día de hoy, sigue manteniendo el récord de ventas en Australia, con más de 2.000.000 de discos vendidos ( hay que tener en cuenta la población del país), ningún otro artista del mundo lo ha conseguido hoy por hoy. Se mantuvo el número uno durante veintisiete semanas y ha conseguido diecisiete discos de platino.
En 1987, se dedica a promocionar internacionalmente el disco, realizando grandes conciertos multitudinarios por Australia y Europa.
En 1988 Graba otro LP, " Age of reason" alcanzando el n.º 1 otra vez. Este mismo año es padre por segunda vez
En 1989 se dedica a promocionar este último disco, alcanzando un gran éxito en su gira. Participa en un festival en Moscú, junto a u2 y otros grandes grupos, promocionando la acción de Greenpeace, cosechando un gran éxito en su actuación donde interpretó su mega éxito "you're the voice"
En 1990 graba otro disco, "chain reaction", este es el más roquero de su carrera, de estilo AOR, entró directamente en el nº1 de las listas, temas como "that's freedom" o la balada "Burn for you" fueron notables éxitos
En 1991 Lanza a venta un CD, " full house live" recopilatorio de su trayectoria, en vivo, un gran disco éxito de ventas, donde se aprecia toda la intensidad de su voz, a partir de ahí se le conocerá como "la voz", emulando el apelativo de Frank Sinatra..
En 1992 John Farnham es elegido para interpretar la opera rock: "Jesucristo Superstar", en el papel de Jesucristo, lo clava, la crítica se deshace en elogios hacia él, el éxito es abrumador, Johhn Farnham, pone una de las mejores voces que jamás se han escuchado para este musical, increíble, recibió varios premios por ello.
En 1993 lanza otro CD " then again" donde también cosecha otro gran éxito entrando en las listas de los más vendidos
En 1994 y 1995 se dedica a ir de gira, y preparar su siguiente disco.
En 1996, Lanza el disco CD, "Romeo's heart" siendo una vez más un gran éxito entrando directamente en el número uno, ese mismo año se le concede la medalla de honor de la orden de Australia, por su contribución a la música.
En 1997 se pone en el mercado la serie " Anthology" que consta de 3 CD, "greatest hits", "hits live" y "Rarities".

### Últimos años a la fecha
En 1998 prepara junto a Olivia Newton-John y Anthony Warlow una serie de conciertos en directo tres en total, siendo un rotundo éxito. Fueron lanzados el DVD y el CD del espectáculo.
En conmemoración de su cincuenta cumpleaños, graba en directo Live at the Regent Theatre en 1999. Canta junto a colaboradores, amigos, e incluso junto a su hijo y recibe la llave de la ciudad de Melbourne por parte del alcalde de Melbourne.
A mediados del año 2000 lanza su decimoséptimo álbum de estudio 33⅓ entrando en número uno de las listas y se embarca en una gira multitudinaria por toda Australia para promocionarlo. En el mismo año graba la canción de inauguración de los Juegos Olímpicos de Sídney 2000 Dare to Dream junto a Olivia Newton-John.
En 2002 lanza al mercado el disco The Last Time el cual vende más de trescientas cincuenta mil copias y se dispone a realizar la gira más exitosa y duradera que jamás fue realizada en Australia, manteniéndose doscientos diez días de gira continua, consigue actuar en el espectáculo más visto y productivo de la historia australiana, alcanzando el puesto número siete del mundo en espectáculos.
En 2005 lanza al mercado el CD, con la actuación en vivo que tuvo junto a Tom Jones en febrero de este año, el álbum, llamado Together, alcanza un gran éxito en ventas. A finales de este año lanza un nuevo álbum en solitario llamado I Remember When I Was Youg, incluyendo canciones clásicas australianas y es apoyado más tarde con un DVD en directo premiado como el mejor DVD musical de 2007 en Australia.
En 2006 realiza algunos conciertos, acompañando a la afamada cantante estadounidense Stevie Nicks sin llegar a actuar con ella.
En octubre de 2010 lanza al mercado su nuevo CD "Jack" 11 buenos temas, versiones de canciones de otros grandes artistas, temas como "Hit the road jack/Fever" la blusera "Love Choose you" las baladas "tonight", "Nobody's gets me like you" o "Sunshine" o la marchosa "You Took My Love" entre otros, hacen que este CD sea equilibrado y del todo recomendable, donde su voz ya más madura sigue alcanzando registros ilimitados.
En septiembre de 2011 se publica su álbum "The Acoustic Chapel Sessions" Trabajo grabado dentro de una iglesia con 11 de los temas más característicos de sus últimos años, la edición especial incluye un DVD con las imágenes de la grabación de algunos de algunos de los temas.
En abril de 2015 John Farnham inicia junto a Olivia Newton John, una serie de conciertos dando como resultado una exitosa gira que se traduce en un nuevo lanzamiento en formato CD, el 26 de junio y en formato DVD, el 21 de agosto, el concierto elegido para formar parte del CD y del DVD es el grabado el 8 de abril de 2015, donde una vez más la voz de John Farnham, se muestra como una de las mejores voces del planeta de todos los tiempos, tanto el CD como posteriormente el DVD alcanzaron el número 1 en listas la primera semana de su lanzamiento. 
Nota: "en el mismo momento de la actualización de este artículo, septiembre de 2015, el CD llevaba 4 semanas en el n.º 1)
el 23 de agosto de 2022 John Farnham fue operado de un cáncer de boca. La intervención duró 12 horas e incluyó la extirpación de un tumor y la reconstrucción de parte de su mandíbula. 
Tras la cirugía, Farnham enfrentó desafíos significativos en su recuperación. En su autobiografía "The Voice Inside", publicada en octubre de 2024, compartió que la desfiguración facial resultante le impedía abrir la boca lo suficiente para comer adecuadamente o cantar, afectando su capacidad para realizar actividades cotidianas y su carrera musical. 
A pesar de estas dificultades, en julio de 2023, su familia anunció que estaba libre de cáncer y mantenía una actitud "muy positiva" durante su recuperación. 
En octubre de 2024, Farnham narró la versión en audiolibro de su autobiografía, marcando la primera vez que su voz se escuchaba públicamente desde su cirugía. Este esfuerzo reflejó su dedicación y conexión con sus seguidores, a pesar de las secuelas de su tratamiento. 
La historia de John Farnham es un testimonio de resiliencia y determinación frente a la adversidad, inspirando a muchos con su valentía y compromiso con la música.

## Vida personal
En abril de 1973, contrajo matrimonio con Jillian Billman, una bailarina que conoció durante el musical Charlie Girl. Tuvieron dos hijos, Robert Farnham y James Farnham.
John es un trabajador duro devoto de su familia, por la cual se negó a viajar fuera de Australia, y renunció a lo que podría haber sido una carrera más exitosa a nivel internacional.[cita requerida]

## Discografía

### Álbumes de estudio
| abril de 1968           | Sadie |
| Noviembre de 1968       | Everybody Oughta Sing A Song                                                                             |
| Julio de 1970           | Looking Through a Tear                                                                                   |
| Diciembre de 1970       | Christmas is... Johnny Farnham                                                                           |
| Agosto de 1971          | Johnny                                                                                                   |
| Agosto de 1971          | Together                                                                                                 |
| Junio de 1972           | Johnny Farnham Sings The Shows                                                                           |
| Junio de 1973           | Hits Magic & Rock 'N Roll                                                                                |
| Septiembre de 1974      | Johnny Farnham Sings Hits From The Movies                                                                |
| Noviembre de 1975       | J.P. Farnham Sings                                                                                       |
| Julio de 1980           | Uncovered                                                                                                |
| 20 de octubre de 1986   | Whispering Jack                                                                                          |
| 27 de julio de 1988     | Age of Reason                                                                                            |
| Septiembre de 1990      | Chain Reaction                                                                                           |
| Octubre de 1993         | Then... Again                                                                                            |
| Junio de 1996           | Romeo's Heart                                                                                            |
| Julio de 2000           | 33⅓ |
| Octubre de 2002         | The Last Time                                                                                            |
| Mayo de 2005            | I Remember When I Was Young: Songs From The Great Australian Songbook                                    |
| Octubre de 2010         | Jack |
| Septiembre de 2011      | The Acoustic Chapel Sessions                                                                             |
| 25 de junio de 2015     | Highlights From "Two Strong Hearts" Live with Olivia Newton John                                         |
| 2016                    | The Complet Whispering Jack 30 Aniversario CD + DVD + Vinilo                                             |
| Noviembre de 2016       | Friends For Christmas with Olivia Newton John                                                            |
| Noviembre de 2017       | Friends For Christmas (special edition, x3 bonus track) with Olivia Newton John                          |
| 19 de mayo de 2023      | Finding The Voice (Music From The Feature Documentary)                                                   |
| 21 de julio de 2023     | Greatest Hits (2 x Vinilo, LP, Compilation, Limited Edition, Reissue, Stereo, Green [Bottle Green]       |
| 20 de octubre de 2023   | Age of Reason (35th Anniversary) - Opaque Green]                                                         |
| 17 de noviembre de 2023 | Whispering Jack - White/Black Marbled Vinyl]                                                             |
| 1 de diciembre de 2023  | John Farnham & Olivia Newton-John – Friends For Christmas Vinilo, LP, Album, Limited Edition, Red Vinyl] |

## Premios y nominaciones
1967 - Mejor voz masculina
1968 - mejor personalidad joven y álbum de oro del LP sadie
1969 - premio rey del pop
1970 - disco de oro. y rey del pop
1971 - Mejor actor por charlie girl y recibe otro premio rey del pop.
1972 - recibe su cuarto premio rey del pop.
1973 - John Farnham recibe su 5º rey del pop, no hay precedentes en Australia de este éxito
1974 - 12 medallas de oro grabaciones y premios por mejor personalidad televisiva
John es presentado por emi, por haber vendido más de 1.000.000 de discos. 
1975 and 1976 recibe varios premios en variedades y entretenimientos
1978 - Premio al mejor intérprete masculino
1979 - Premio al mejor intérprete masculino
1980 - Premio al mejor intérprete masculino 
1981 - premio Sammy, mejor intérprete de variedades
1982 - Premio al mejor intérprete masculino
1985 - premio, mejor cantante de grupo de rock- LRB 
1986 -
mejor single
mejor álbum
mejor intérprete en video
1987 -
ARIA Awards: 
Premio al mejor intérprete masculino
Álbum del año( Whispering Jack)
Single del año (You're The Voice) 
récord de ventas (Whispering Jack) 
récord de ventas single (You're The Voice)
mejor cantante adulto (You're The Voice)
Australiano del año
mejor cantante. 
'Age of Reason' was released early in 1988 and climbed to No.1 in Australia and went to the top of the charts in Canada, West Germany and Scandinavia, as well as reaching the top 10 in Britain, Spain and Italy.
John received his second record company award for sales over 1 million
1988 -
ARIA Awards:
mejor cantante
mejor grabación (A Touch Of Paradise)
1989 -
ARIA Awards: 
premio de ventas (Age Of Reason) 
1990 - Mo Award premio al artista del año
1991 -
ARIA Awards:
mejor intérprete masculino
ventas de álbum (Chain Reaction)
canción del año (Burn For You)
1992 -
Coca Cola Australian Music Awards:
Crystal Trophy - recognising John's outstanding contribution to the industry
Mejor cantante e intérprete del año (JC Superstar)
álbum australiano más popular (JC Superstar)
ARIA: mejor artista (nomination)
1994 -
ARIA Awards:
ventas del álbum (Then Again)
mejor artista (nomination)
álbum del año (nominado - Then Again)
mejor Video (nominado) Craig Griffin - Seemed Like A Good Idea (At The Time)
1996 -
ARIA Awards:
mejor cantante adulto (Romeo's Heart)
álbum del año (nominado - Romeo's Heart)
mejor artista (nominado)
John recibe la orden de Australia
John Franham y Tina arena son los mejores intérpretes para las emisoras de radio
1997 - 
ARIA Awards: 
mejor Video (nominado - All Kinds Of People) (Greg Harrington/Ross Fraser)
1999 - 
Mo Award:
mejores intérpretes The Main Event (John, Olivia and Anthony) 
ARIA Award: mayores ventas . Album (Highlights From The Main Event)
John Franham recibe la llave de la cioudad por su 50 cumpleaños
Aria Award for Highest Selling Album - (Highlights from The Main Event)
John Franham es votado el cantante favorito po la "The People's Choice Awards
2000 - 
Mo Awards: premio Arena intérprete del año
ARIA Award: mejor Cast/Show Album (nominado Live At The Regent Theatre)
2001 - 
ARIA Award: mejor álbum (nominado - 33 1/3)
2003 - 
John is awarded a medal in the Centenary Of Federation Awards for 'Outstanding Service To Australian Music'. In July he also awarded by ARIA for his outstanding success on the ARIA álbum charts for 'The Last Time' álbum.
ARIA Award:
mejor Album (The Last Time)
ventas Album (nominado – The Last Time)
John pasa a formar parte del "hall of fame"
2004 - premio de la industria musical por su aportación
2007 - 2007 ARIA #1 Chart Awards!
primer premio al DVD más popular: Live with the sidney simphony orchestra, DVD registrado en vivo, con gran interpretación de su último álbum y sus clásicos más aclamados.